# 황사진
"황사진"은 한국에서 제작된 김시현 감독의 1973년 영화이다. 우연정 등이 주연으로 출연하였고 이우석 등이 제작에 참여하였다.

## 출연

### 주연
- 우연정
- 윤양하